# Arima (Klan, Settsu)

Wappen der Arima (Drei Tomoe)

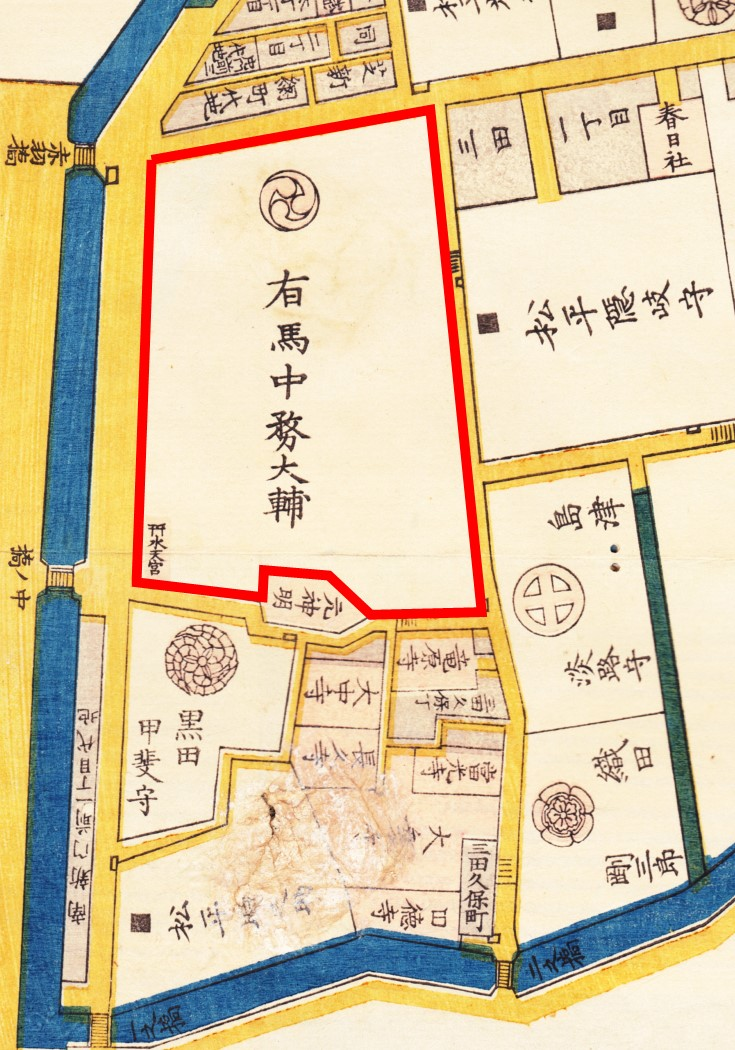
Arima-Residenz in Edo.

Die Arima (japanisch 有馬氏, Arima-shi) aus der Provinz Settsu waren eine Familie des japanischen Schwertadels (Buke), die sich über die Akamatsu von den Murakami-Genji ableitete. Mit einem Einkommen von 210.000 Koku gehörten die in Kurume (Präfektur Fukuoka) residierenden Arima zu den großen Tozama-Daimyō der Edo-Zeit.

## Einige Mitglieder
- Yoshisuke (義祐), Sohn des Akamatsu Norisuke (赤松 則祐; 1312–1371) war der erste, der sich nach einem Bezirk in der Provinz Settsu, wo er sich gegen Ende des 14. Jahrhunderts niederließ, „Arima“ nannte. Er baute die Burg von Sanda (三田城), wo seine Nachkommen für 200 Jahre lebten.
- Noriyori (則頼; 1533–1602) diente Toyotomi Hideyoshi, der ihm die Burg Miki (三木城) in der Provinz Harima gab. Später schloss er sich Tokugawa Ieyasu an, der sein  Einkommen auf 20.000 koku erhöhte.
- Toyouji (豊氏; 1570–1642), ein Sohn Noriyoris, kämpfte um 1600 bei Akasaka Mino gegen die Truppen von Oda Hidenobu. Nach dem Feldzug erhielt er  den Fukuchiyama-han (Tamba) mit 80.000 koku. Er nahm an der Belagerung von Ōsaka 1615 teil und nahm 57 Köpfe von Gegnern als Trophäen mit. 1620 wurde er nach Kurume mit einem Einkommen von 210.000 koku versetzt, wo seine Nachfolger bis zur Meiji-Restauration residierten.
- Yorishige (頼咸; 1828–1881) beschloss die Reihe der Daimyo. Ab der Meiji-Zeit führte das Oberhaupt der Familie bis 1945 den Titel „Graf“.

Ein Nebenzweig erhielt 1726 den Daimyō-Rank. Er residierte erst in Saijō (Ise), dann von 1841 an in Fukiage (Shimotsuke). Mit 10.000 koku. Vizegraf.